# Lobnja
Lobnja (in russo Лобня?; anche traslitterata come Lobnya) è una cittadina della Russia europea centrale (oblast' di Mosca), situata 30 km a nord della capitale alla confluenza dei fiumi Al'ba e Lobnenka, sul versante sudorientale delle Alture di Mosca; era compresa amministrativamente nel Mytiščinskij rajon.
La cittadina venne fondata nel 1902, in seguito alla costruzione (avvenuta l'anno prima) in loco di una stazione ferroviaria con lo stesso nome; la concessione dello status di città è del 1961.

## Società

### Evoluzione demografica
Fonte: mojgorod.ru
- 1959: 12.200
- 1970: 30.500
- 1979: 51.800
- 1989: 60.500
- 2002: 61.567
- 2007: 67.100

## Economia
Lobnja, insieme con alcuni villaggi del suo circondario, è un centro industriale di discreta importanza (costruzioni, elettromeccanica, metallurgia)

## Cultura

### Arte
A 10 km a est di Lobnja si trova il villaggio di Žostovo, il centro di Pittura Popolare omonima dei vassoi d'acciaio dipinti a mano. La pittura di Žostovo è famosa in tutto il mondo come uno dei simboli della Russia.

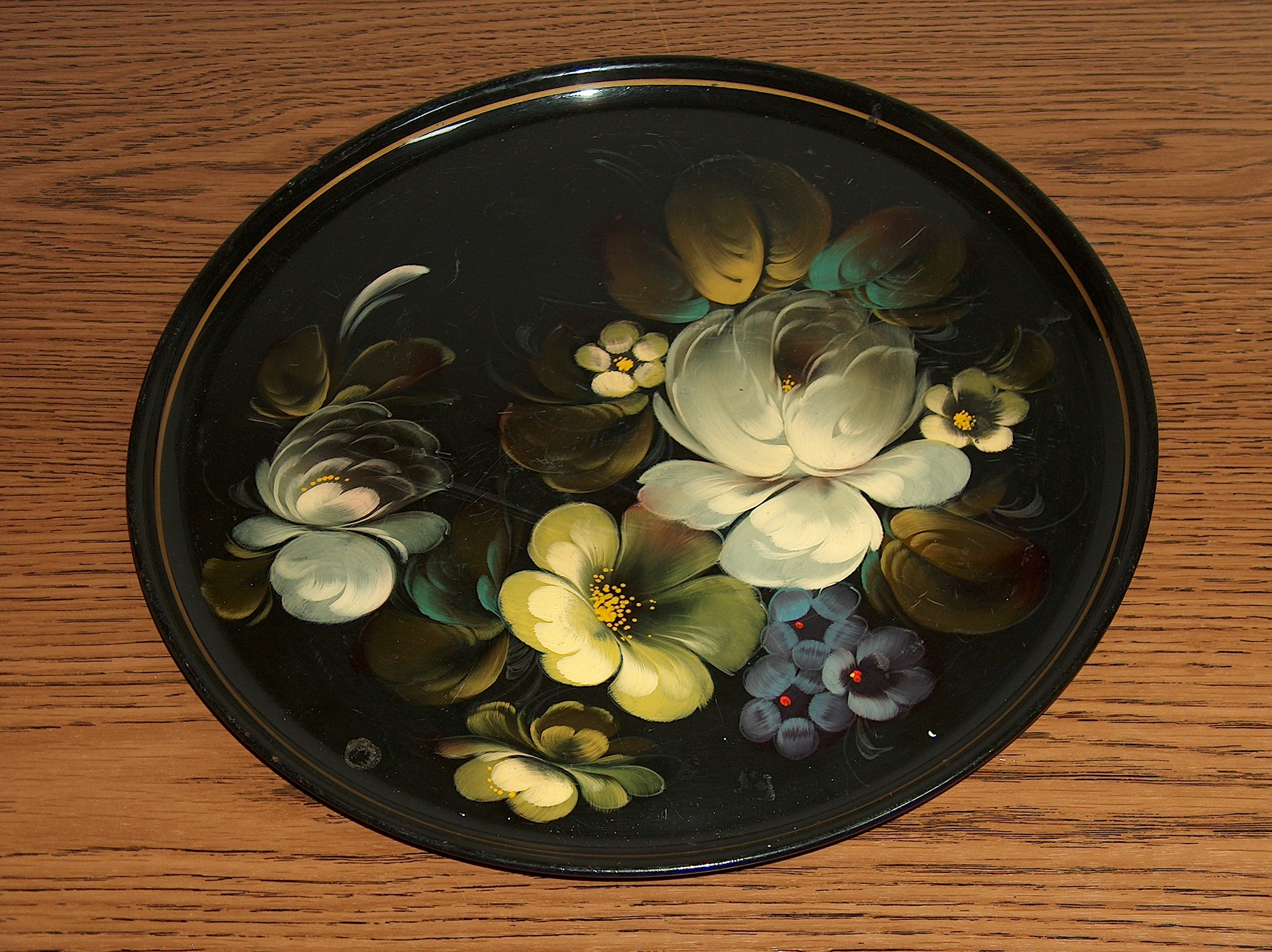
Un vassoio tradizionale dipinto a Žostovo.

## Infrastrutture e trasporti

### Treno
La città di Lobnja è facilmente raggiungibile con i treni regionali e diretti provenienti dalla Stazione Mosca-Savelovskaja che collegano la capitale russa con l'Mosca Šeremet'evo situato nei pressi della città.